# Allison Ross-Edwards
Allison Ross-Edwards (Allison Joan Ross-Edwards; * 17. Oktober 1952) ist eine ehemalige australische Sprinterin. 
Bei den Olympischen Spielen 1972 in München erreichte sie über 400 m das Viertelfinale und wurde in der 4-mal-400-Meter-Staffel Sechste.

## Persönliche Bestzeiten
- 100 m: 11,3 s, 13. März 1971, Sydney
- 400 m: 52,9 s, 24. Februar 1972, Sydney